# Laguna Seca, Zacatecas
Laguna Seca är en ort i Mexiko.   Den ligger i kommunen Fresnillo och delstaten Zacatecas, i den centrala delen av landet, 600 km nordväst om huvudstaden Mexico City. Laguna Seca ligger 2 097 meter över havet och antalet invånare är 873.
Terrängen runt Laguna Seca är lite kuperad, och sluttar österut. Runt Laguna Seca är det ganska glesbefolkat, med 38 invånare per kvadratkilometer. Närmaste större samhälle är Fresnillo, 8,0 km väster om Laguna Seca. Omgivningarna runt Laguna Seca är i huvudsak ett öppet busklandskap.